# Alfabet asturià
L'alfabet asturlleonès es basa en l'alfabet llatí, igual que totes les llengües romàniques. Té unes 24 lletres:
| Lletra                                                          | Nom          | Valor fonètic |
| --------------------------------------------------------------- | ------------ | ------------- |
| A                                                               | a            | /a/           |
| B                                                               | be           | /b/, /β/      |
| C                                                               | ce           | /θ/, /k/      |
| D                                                               | de           | /d/, /d̪/, /ð/ |
| E                                                               | e            | /e/           |
| F                                                               | efe          | /f/           |
| G                                                               | gue          | /ɣ/           |
| H                                                               | hache        | ∅             |
| I                                                               | i            | /i/, /j/      |
| L                                                               | ele          | /l/           |
| M                                                               | eme          | /m/           |
| N                                                               | ene          | /n/           |
| Ñ                                                               | eñe          | /ɲ/           |
| O                                                               | o            | /o/           |
| P                                                               | pe           | /p/           |
| Q                                                               | cu           | /k/           |
| R                                                               | erre         | /r/, /ɾ/      |
| S                                                               | ese          | /s̺/           |
| T                                                               | te           | /t/, /t̪/      |
| U                                                               | u            | /u/, /w/      |
| V                                                               | uve          | /b/, /β/      |
| X                                                               | xe           | /ʃ/           |
| Y                                                               | ye, i griega | /ʝ/, (/i/)    |
| Z                                                               | zeta         | /θ/           |
| * Les lletres j, k i w només són emprades per a estrangerismes. |              |               |

A més d'aquestes lletres, l'alfabet fa servir cinc dígrafs.
| Dígraf | Valor fonètic |
| ------ | ------------- |
| ch     | /t∫/          |
| ḥ      | /h/, /x/      |
| ll     | /d͡ɮ/          |
| ḷḷ     | /ʈʂ/          |
| rr     | /r/           |
| ts     | /t͡s̺/          |
| yy     | /ɟ͡ʝ/          |

Històricament, algunes lletres s'han representat de maneres alternatives:
| Versió històrica | Versió actual |
| ---------------- | ------------- |
| j                | ḥ             |
| ts               | ḷḷ            |
| lh               | ll            |
| nh               | ñ             |
| ẍ                | x             |